# Episodi di American Housewife (quinta stagione)
La quinta stagione della serie televisiva American Housewife viene trasmessa dalla rete televisiva statunitense ABC dal 28 ottobre 2020 al 31 marzo 2021.
In Italia è su Star (Disney+) dal 17 novembre con un episodio ogni mercoledì. 
| n° | Titolo originale               | Titolo italiano                 | Prima TV USA     | Pubblicazione Italia |
| -- | ------------------------------ | ------------------------------- | ---------------- | -------------------- |
| 1  | Graduation                     | Diploma                         | 28 ottobre 2020  | 17 novembre 2021     |
| 2  | Psych                          | Psicologia                      | 4 novembre 2020  | 24 novembre 2021     |
| 3  | Coupling                       | Coppie                          | 18 novembre 2020 | 1º dicembre 2021     |
| 4  | Homeschool Sweet Homeschool    | Istruzione a domicilio          | 25 novembre 2020 | 8 dicembre 2021      |
| 5  | Kids These Days                | I ragazzi di oggi               | 2 dicembre 2020  | 15 dicembre 2021     |
| 6  | Mother's Little Helper         | Il piccolo aiutante della mamma | 13 gennaio 2021  | 22 dicembre 2021     |
| 7  | Under Pressure                 | Sotto pressione                 | 27 gennaio 2021  | 29 dicembre 2021     |
| 8  | Encourage, Discourage          | Incoraggia, scoraggia           | 3 febbraio 2021  | 5 gennaio 2022       |
| 9  | The Heist                      | La rapina                       | 10 febbraio 2021 | 12 gennaio 2022      |
| 10 | Getting Frank with the Ottos   | Frank e gli Otto insieme        | 24 febbraio 2021 | 19 gennaio 2022      |
| 11 | The Guardian                   | La tutrice                      | 3 marzo 2021     | 26 gennaio 2022      |
| 12 | How Oliver Got His Groove Back | Oliver ritrova il suo fascino   | 24 marzo 2021    | 2 febbraio 2022      |
| 13 | The Election                   | L'elezione                      | 31 marzo 2021    | 9 febbraio 2022      |